# Villeneuve-sur-Cher
Villeneuve-sur-Cher ist eine französische Gemeinde mit 403 Einwohnern (Stand: 1. Januar 2022) im Département Cher in der Region Centre-Val de Loire. Sie gehört zum Arrondissement Bourges und zum Kanton Chârost. Die Einwohner werden Villeneuvois und Villeneuvoises genannt.

## Geographie
Villeneuve-sur-Cher liegt etwa 15 Kilometer westsüdwestlich von Bourges am Cher. Umgeben wird Villeneuve-sur-Cher von den Nachbargemeinden Sainte-Thorette im Norden und Nordwesten, Morthomiers im Osten, Saint-Florent-sur-Cher im Süden, Civray im Westen und Südwesten sowie Plou im Westen.
Die Gemeinde liegt an der Via Lemovicensis, einem der vier historischen „Wege der Jakobspilger in Frankreich“.

## Bevölkerungsentwicklung
| Jahr                       | 1962 | 1968 | 1975 | 1982 | 1990 | 1999 | 2006 | 2018 |
| Einwohner                  | 372  | 358  | 321  | 371  | 425  | 469  | 422  | 432  |
| Quellen: Cassini und INSEE |      |      |      |      |      |      |      |      |

## Sehenswürdigkeiten
- Dolmen La Pierre de la Roche, seit 1889 als Monument historique klassifiziert
- Kirche Saint-Pierre aus dem 12. Jahrhundert
- Ehemaliges Schloss
- Turm aus dem 18. Jahrhundert

Siehe auch: Liste der Monuments historiques in Villeneuve-sur-Cher

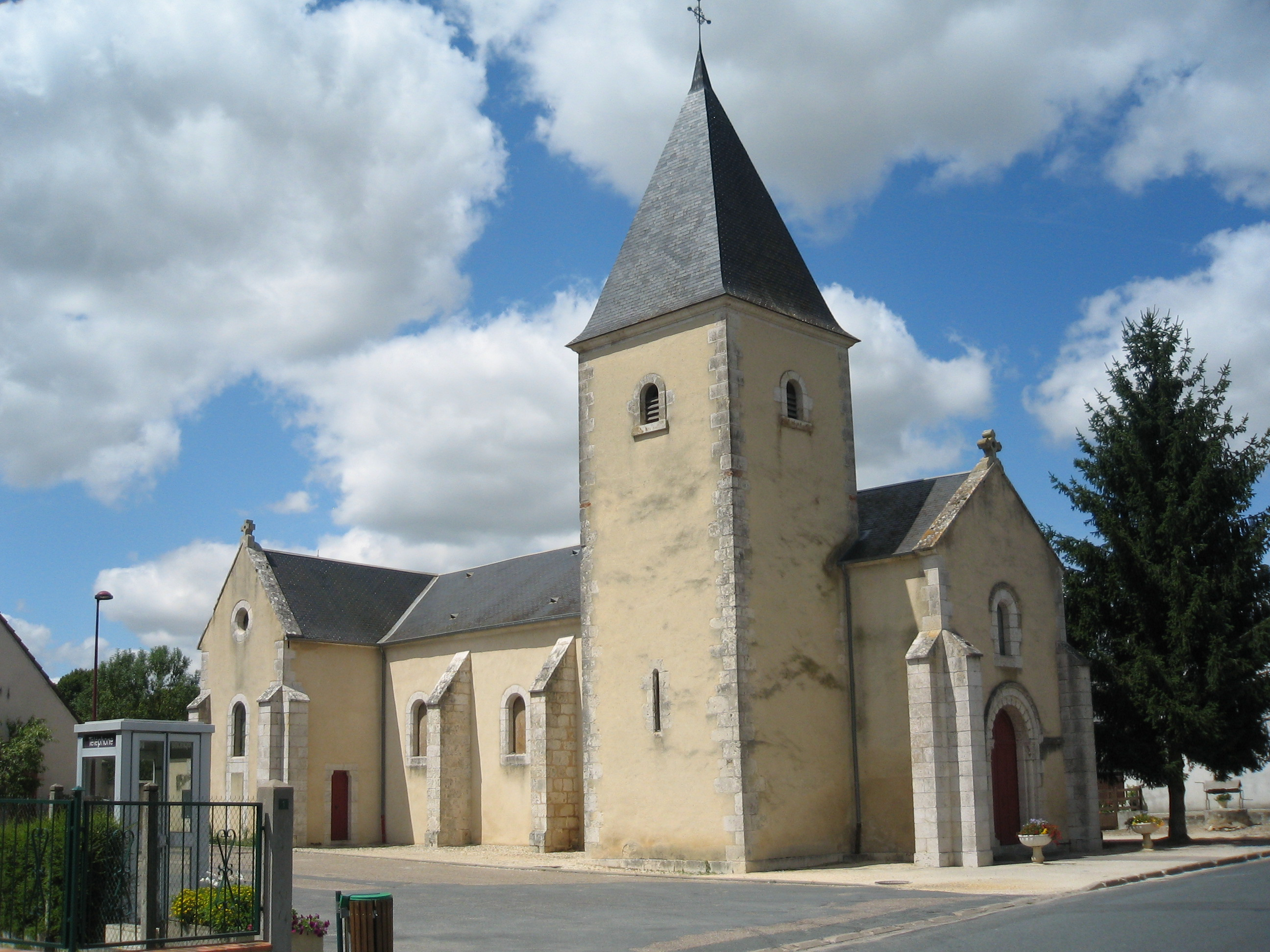
Kirche Saint-Pierre
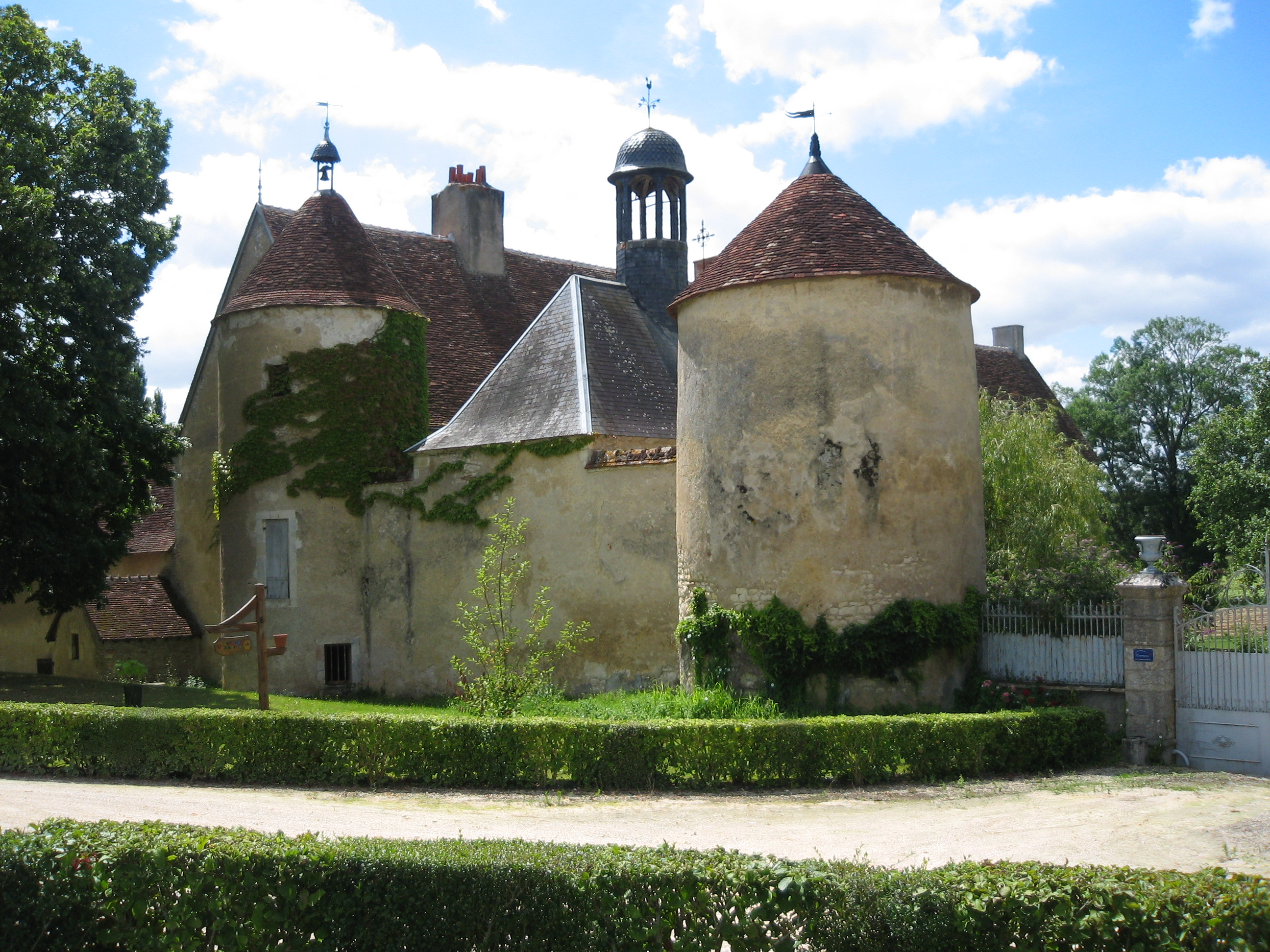
Ehemaliges Schloss
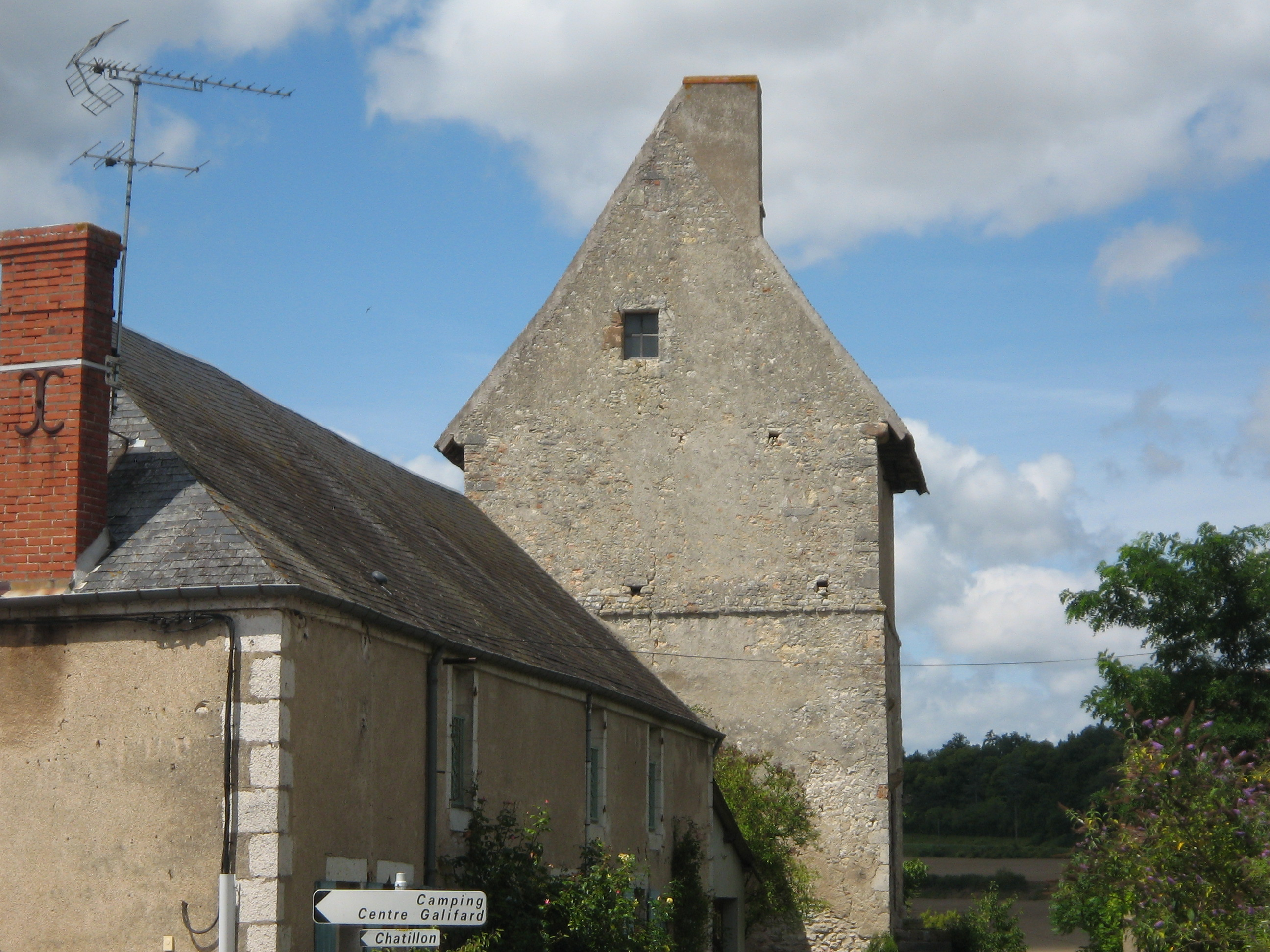
Turm